# Ellicottville (hrabstwo Cattaraugus)
Ellicottville – wieś w Stanach Zjednoczonych, w stanie Nowy Jork, w hrabstwie Cattaraugus.